# 게오르크 에레트

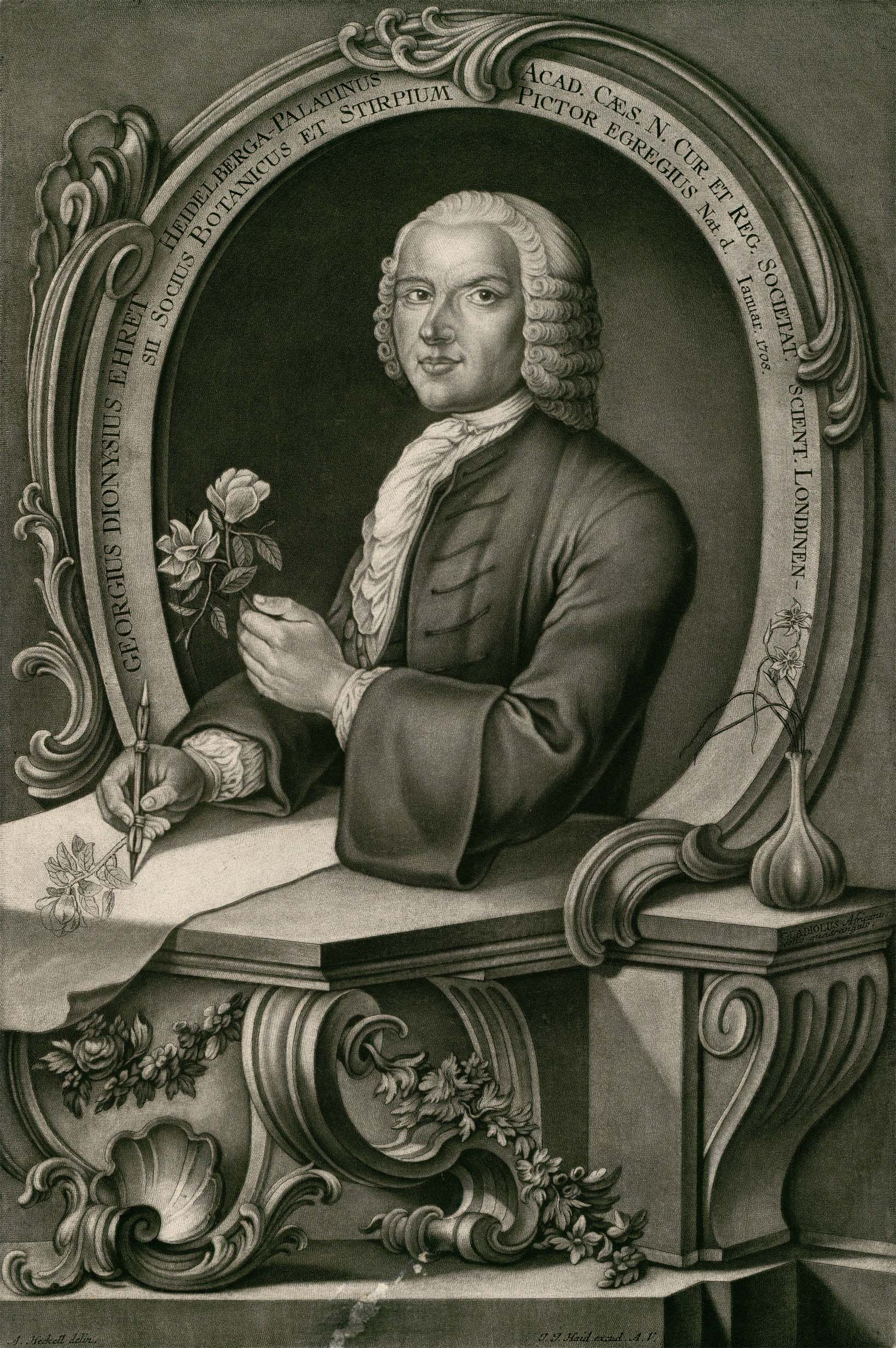
게오르크 디오뉘지우스 에레트

게오르크 디오뉘지우스 에레트 (Georg Dionysius Ehret, 1708년 1월 30일~1770년 9월 9일)는 식물학자, 곤충학자이며 식물 삽화가로 가장 널리 알려져 있다.

## 생애
에레트는 독일 하이델베르크에서 정원사이자 능숙한 소묘 화가였던 아버지 페르디난트 크리스티안 에레트와 어머니 안나 마리아 에레트의 아들로 태어났다. 하이델베르크 부근에서 한 정원사의 견습생으로 일을 시작한 그는 유럽 역사상 가장 큰 영향을 끼친 식물학 삽화가가 되었다. 에레트는 1735년에서 1736년쯤 카를 리네우스, 헤오르허 클리포르트와 합작으로 첫 삽화를 그렸다. 부유한 네덜란드 은행가이자 네덜란드 동인도 회사의 간부였던 클리포르트는 많은 양의 식물 표본을 수집하면서 식물학자가 되길 열망했고, 자신이 벌어들인 수입으로 리네우스 같은 식물학자와 에레트 같은 화가들의 소질을 끌어모을 수 있었다. 셋은 1738년 하를럼 남쪽 헤임스테더에 자리한 클리포르트의 저택인 하르테캄프에 모여 <호르투스 클리포르티아누스> (Hortus Cliffortianus)를 발간했는데 초창기 식물학 연구문헌 중에서도 걸작으로 꼽힌다.
이후 요한 빌헬름 바인만에게 고용되어 일하던 에레트는 자신이 착취당하고 있다는 생각에, 주문받은 1000장의 그림 중 500장만 끝마친 뒤 잉글랜드로 떠나고 그곳에서 더욱 화려한 재배 작물들을 삽화로 여럿 남겼다. 에레트의 원본 삽화는 영국 런던 국립역사박물관, 큐 왕립 식물원, 런던 왕립학회, 왕립원예학회 소속 린들리 도서관 빅토리아 앨버트 박물관, 독일 에를랑겐 대학교 도서관, 미국 펜실베이니아주 피츠버그 헌트 식물학문헌 협회에 소장되어 있다.
송양나무속의 라틴어 학명인 'Ehretia'도 그의 공로를 기려 이름을 따서 붙여진 것이다.

## 삽화

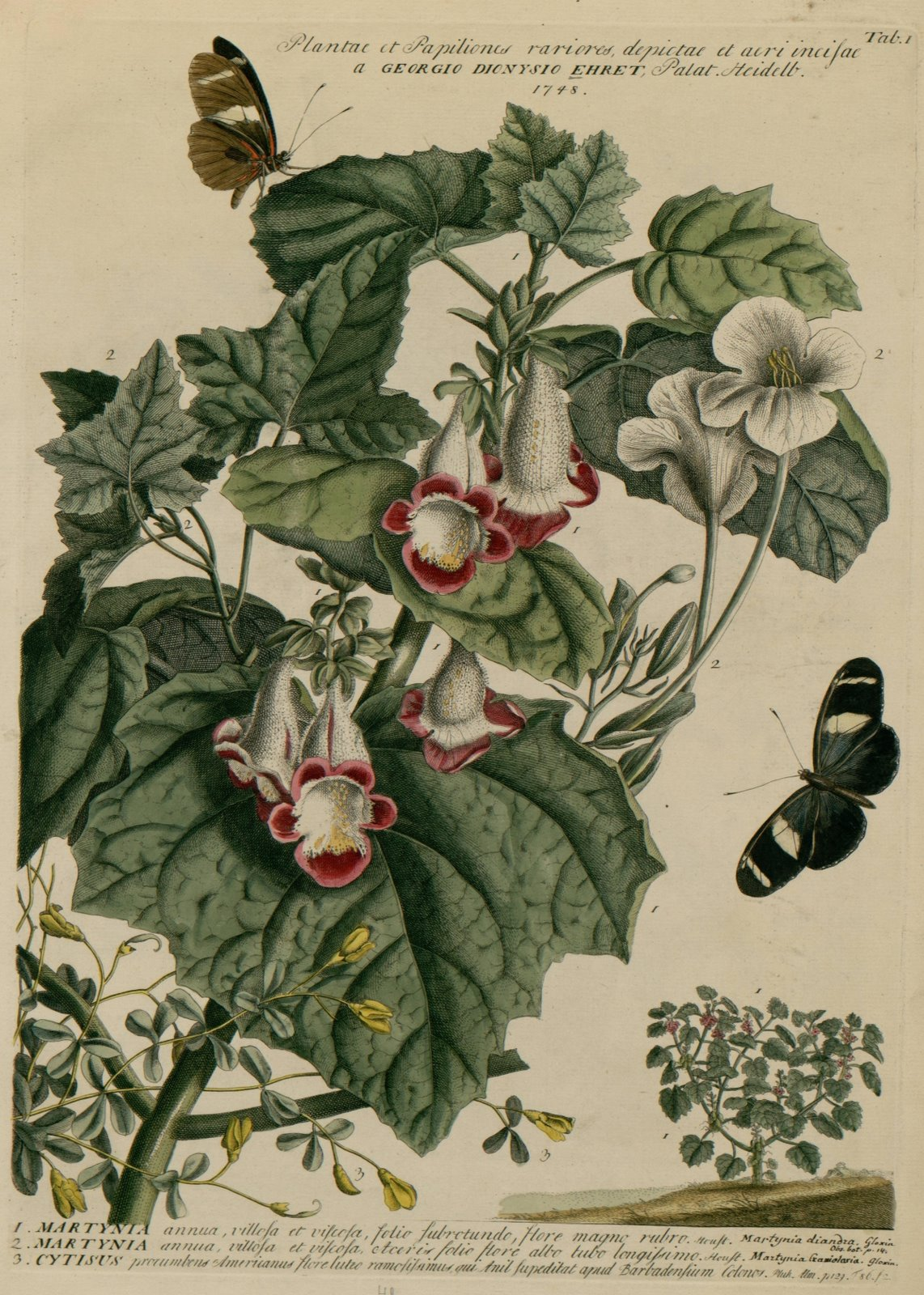
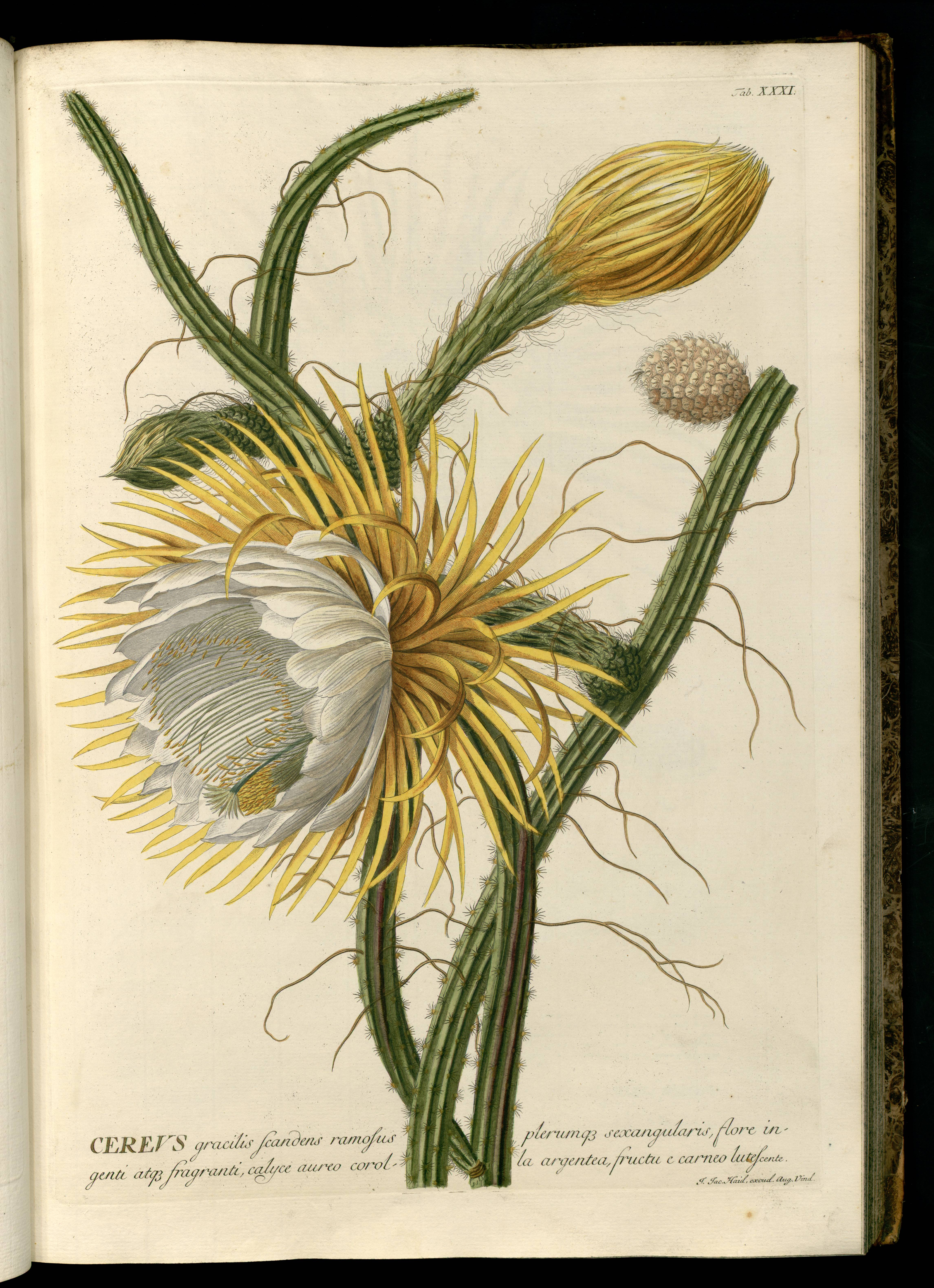
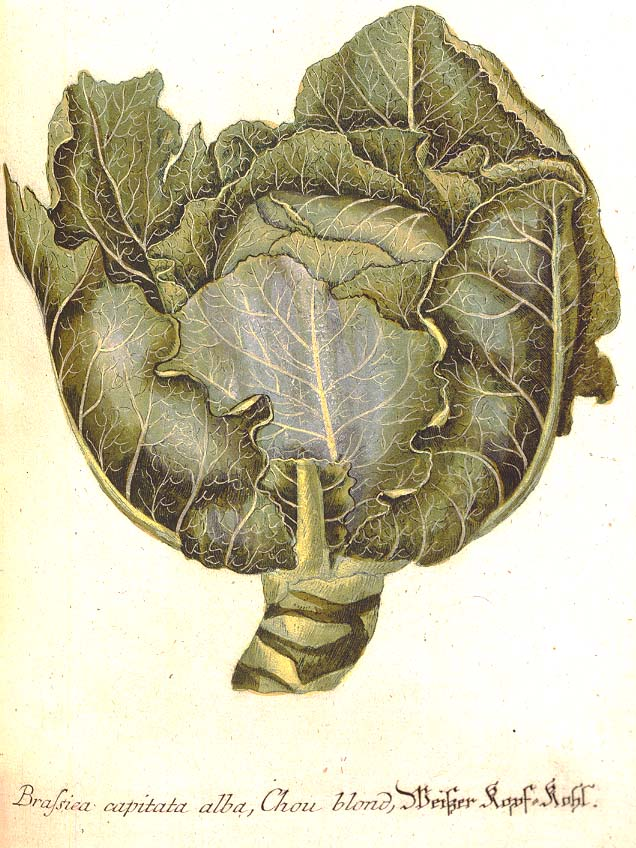
브라시카 카피타타 (Brassica Capitata)
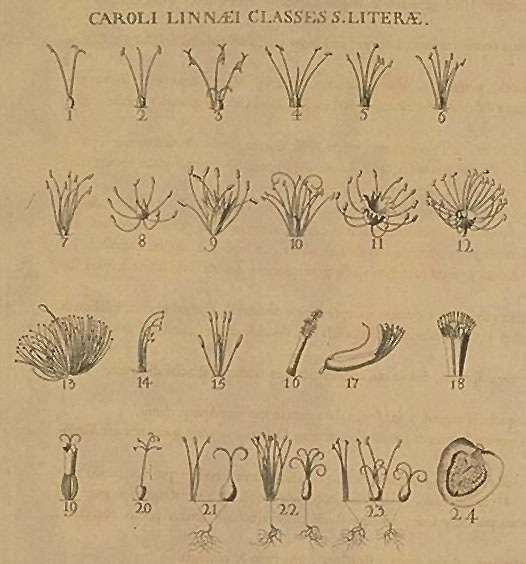
린네 분류법에 관한 삽화

## 작품
- <Methodus plantarum sexualis> (1736)
- <Hortus nitidissimis> (3권 분량, 1750~1786년)
- 그리프스 휴스의 <바베이도스의 자연사> (1750년)
- <Plantae et papiliones rariores>. 1748년부터 1759년까지 2절판 인쇄로 일부 출판. 이 중 18본은 에레트가 직접 그리고 손수 채색했다. 식물과 나비를 각각 한 종류나 그 이상씩 같이 그려놓은 삽화가 대다수다.
- 크리스토프 제이콥 트루의 <Plantae selectae> 삽화. Missouri Botanical Gardens 보관됨 2016-03-13 - 웨이백 머신 홈페이지에서도 <Plantae selectae> 스캔본을 볼 수 있다.
- 필립 밀러의 <원예가 사전> (The Gardeners Dictionary, 1756~1759년) 제7판 삽화. 1768년에도 제8판 인쇄.
- 윌리엄 에이튼의 <Hortus Kewensis> (3권 분량, 1789년)
- 패트릭 브라운의 <자메이카의 인간사와 자연사> (The Civil and Nature History of Jamaica, 1756년) 3부 분량 삽화.

틀:식물학자

## 참고 문헌
- <Proceedings of the Linnean Society>, London, 1984년 11월 ~ 1985년 6월. - 게오르크 디오뉘지우스 에레트 본인이 쓴 자서전.
- de Bray, Lys (2001). "Georg Dionysius Ehret — 1708-70." In: The Art of Botanical Illustration: A history of classic illustrators and their achievements, pp. 107–119. Quantum Publishing Ltd., London. ISBN 1-86160-425-4.